# Reto de Momo
El Reto de Momo (también conocido como "Juego de Momo" y en su forma inglesa Momo Challenge) es una farsa viral para asustar a los niños, una leyenda urbana acerca de un inexistente "reto" de redes sociales que se esparció por Facebook, YouTube y medios de comunicación. Se ha reportado que un usuario llamado Momo incita a niños y adolescentes a realizar una serie de tareas peligrosas, incluidos ataques violentos, daño autoinfligido y suicidio. 
A pesar de las afirmaciones de que el fenómeno había alcanzado proporciones globales en julio de 2018, el número de quejas reales es relativamente pequeño y ningún departamento legal o de policía ha confirmado que alguien ha resultado herido como resultado directo del supuesto "reto".  
La preocupación y la angustia registradas por niños y adultos se debieron principalmente a los informes de los medios de comunicación más que a "Momo", lo que ha llevado a organizaciones de caridad relacionadas al cuidado infantil a ver las advertencias contra el presunto fenómeno como algo pernicioso más que benéfico, creando una profecía autocumplida que puede alentar a los niños a buscar material violento en internet.
El reto se convirtió en un fenómeno global en 2018 después de que un periódico indonesio reportara que había causado que una niña de 12 años se suicidara. La visibilidad del fenómeno creció en febrero de 2019 después de que el Servicio de Policía de Irlanda del Norte publicara una advertencia pública en Facebook y la personalidad de redes sociales estadounidense Kim Kardashian publicara en su cuenta de Instagram pidiendo que YouTube eliminara los presuntos videos de "Momo".

## Antecedentes y reacciones
El reto de la estatua llamada "Momo" llamó la atención del público en julio de 2018, cuando fue notado por la popular YouTuber ReignBot. Tras lo cual personalidades mediáticas y medios masivos de comunicación retomaron la historia trayéndola a la atención del público en general. En el "reto" personas presentándose a sí mismas como un personaje llamado Momo toman como blanco a menores de edad, y mediante mensajes de WhatsApp tratan de convencerlos de contactarlos con su teléfono móvil. Al igual que en otras farsas de internet presentadas como "retos" como la Ballena azul, se le indica a los jugadores que realicen una serie de tareas. El rechazo a realizarlas tiene como consecuencia amenazas graves hacia el "jugador". Subsecuentemente, los mensajes son acompañados de imágenes perturbadoras o violencia gráfica. Padres británicos afirman que imágenes de Momo han sido insertadas en videos aparentemente inocuos de YouTube y YouTube Kids acerca de Peppa Pig y Fortnite; estas afirmaciones fueron repetidas por el grupo "National Online Safety" (Seguridad nacional en línea).
Aunque las autoridades no han confirmado ningún daño físico como consecuencia de ello, o incluso que haya existido un intercambio de mensajes sostenido entre el personaje Momo y alguna persona, fuerzas policiales y administraciones escolares en varios continentes han emitido advertencias acerca del reto de Momo y repetido consejos habituales acerca de seguridad en internet.WhatsApp alienta a sus usuarios a bloquear números relacionados con el "Reto de momo" y reportarlos a la compañía.
Al comentar sobre los numerosos rumores de suicidio relacionados con el Reto de Momo, expertos en seguridad web y folcloristas que estudian leyendas urbanas han declarado que el fenómeno es probablemente un caso de pánico moral: un engaño sensacionalizado alimentado por informes de medios no verificados. Benjamin Radford dice que "la Ballena azul y el Reto de Momo tienen todas las características de un pánico moral clásico", "alimentado por los temores de los padres de querer saber qué están haciendo sus hijos. Existe un miedo inherente a lo que los jóvenes están haciendo con la tecnología." Hacia septiembre de 2018 la mayoría de los números telefónicos asociados con "Momo" ya estaban fuera de servicio. El fundador del sitio de verificación de información Snopes, David Mikkelson, duda que nadie haya salido perjudicado y dice que todo el asunto "bien puede ser producto de personas abusivas y bromistas que toman un mecanismo útil para incitar y atormentar a jóvenes vulnerables en lugar de ser una parte intrínseca de un desafío particular de redes sociales."
En respuesta a los reportes, YouTube ha dicho que "no ha recibido ningún enlace videos que muestren o promuevan el Reto de Momo en YouTube", pero permite noticias y videos destinados a crear conciencia y educar acerca del supuesto fenómeno. El sitio web ha desmonetizado todos los videos que mencionan a Momo, incluidos los de las organizaciones de noticias, señalando que dicho contenido viola las pautas de contenido para anunciantes. También ha colocado advertencias en algunos videos de Momo que alertan a los espectadores sobre contenido "inapropiado u ofensivo".

## Diseminación

### América Latina
En Argentina: A pesar de varios reportes de medios que establecían tentativamente una relación entre el "reto de Momo"  y el suicidio de una niña de 12 años de Ingeniero Maschwitz, las autoridades no han confirmado ninguna relación.
Autoridades en Brasil no han confirmado ningún caso ligado al "Reto de momo". La organización no gubernamental nacional SaferNet ha sido consultada por padres preocupados y ha advertido que este es solo uno de una variedad de estrategias de extorsión para obtener dinero e información de personas.
En Colombia: La policía no ha confirmado los reportes noticiosos que ligan la muerte de dos jóvenes en Barbosa a principios de septiembre de 2018 con el "reto de Momo".
Autoridades mexicanas que investigan crímenes por internet han distribuido información detallada para los padres acerca de los métodos del fenómeno. Ellos estiman que se ha diseminado inicialmente a partir de un grupo de Facebook frecuentado por jóvenes. Advierten también a aquellos que han caído en el "reto" que hay riesgos de daños autoinflingidos, hackeo y extorsión.

### Asia
En India El 29 de agosto de 2018, el departamento de investigation criminal (CID) en Bengala Occidental indicó que declaraciones reportadas en los medios acerca de que las muertes de dos adolescentes estaban ligadas al "reto de Momo" eran "improbables y faltas de ninguna evidencia". El CID cree que la mayoría de la gran cantidad de invitaciones al "Reto de momo" en India se original localmente como bromas o intentos de crear pánico. Un representante del CID declaró que "Hasta ahora el juego no ha provocado ninguna víctima, ni nadie ha reportado haber jugado ni siquiera el primer nivel del mismo."
La declaración del CID fue realizada después de semanas de cobertura mediática de casos no confirmados. Después de que la policía de Bengala Occidental fuera alertada por un joven que recibió una invitación al "reto de Momo" esta emitió una advertencia al respecto y la unidad de crimen cibernético abrió una investigación. La policía de Bombay ya había comenzado a advertir a la población, pero no se habían recibido denuncias. La policía no ha confirmado que el "reto de Momo" haya desempeñado ningún papel en la muerte de una joven que se suicidó después de dejar una nota expresando estar descorazonada por sus bajas calificaciones o el suicidio de un estudiante de ingeniería en Chennai.
La policía de Odisha, aunque ha emitido una advertencia, está solicitando a los medios abstenerse de publicar reportes no confirmados que liguen muertes de adolescentes al "reto de Momo".
En Pakistan: El ministro de Tecnología de la Información de Pakistán ha anunciado que el gobierno tiene planes para crear una legislación que convierta en delito la distribución del "reto de Momo" así como el reto de la Ballena azul.

### Europa
En Francia la policía no ha recibido reportes por el fenómeno, pero un grupo en el Ministerio del Interior está monitorizando la situación de forma diaria.
En Alemania, la policía estaba al tanto solo de menciones hechas en cadenas de mensajes. Piden que la población actúe de forma prudente al encontrar esta clase de contactos telefónicos.
La policía de Luxemburgo confirmó un caso en su territorio pero ningún daño.
En España, la Policía Nacional española advierte a la gente que es mejor mantenerse alejado de nuevos "retos" que surgen en WhatsApp, indicando que el fenómeno de "Momo" está en boga entre los adolescentes.

### Norteamérica
En Estados Unidos: A principios de agosto de 2018, varias fuerzas policiales locales de Estados Unidos comenzaron a advertir a la población acerca de los peligros del fenómeno. Algunas jurisdicciones han recibido varias quejas al respecto, pero ninguna jurisdicción ha reportado que nadie haya sido lastimado en relación con el mismo.
El personaje de "momo" también ha aparecido en el popular juego Minecraft como resultado de mods no oficiales creados por los usuarios del juego. Un oficial de policía en Ohio estaba preocupado por ver a "Momo" en la copia del juego de su hijo, temiendo que la presencia del "mod" pudiera llevar a la participación en el "reto". Después de que reportes de medios comenzaran a poner en evidencia la relación entre el "mod" de Minecraft y el "reto de Momo", Microsoft anunció que está tomando medidas para "restringir el acceso al mod" en cuestión.
En Canadá: En la provincia de Quebec, fuerzas policiales locales de Longueuil, Sherbrooke y Gatineau han indicado que personas en su jurisdicción han estado en contacto con el "reto de Momo" pero no han reportado víctimas y están solicitando a la gente no utilizar el número de teléfono provisto en los mensajes de WhatsApp y enviar capturas de pantalla de sus teléfonos a las autoridades policiales. La Policía Montada del Canadá y otras fuerzas policiales comunican que están monitoreando la expansión del fenómeno.

## Imagen de "Momo"
Para representar a "Momo", las cuentas usan la imagen de la escultura de un ubume creado por Keisuke Aisawa en la compañía de efectos especiales "Link Factory". La compañía ha declarado no tener ninguna relación con el "reto de Momo" en sí mismo. Las imágenes de la escultura han sido posteadas en línea en la ciudad de Ginza, Japón en 2016, cuando la escultura fue exhibida públicamente. Imágenes de la escultura con ojos saltones y boca en forma de pico pueden ser perturbadoras especialmente para los niños. Una visión cercana de la cara da la impresión de ser una máscara o una mujer con facciones distorsionadas.
Reportes iniciales que atribuían la imagen a una escultura del artista japonés Midori Hayashi resultaron ser incorrectos. Hayashi indicó que la pieza no era de su autoría y usuarios de internet identificaron la fuente correcta. En marzo de 2019 Aisawa confirmó que la escultura había sido desechada en 2018, después de que sus materiales, caucho y aceites naturales, se degradaron y pudrieron. Aisawa logró salvar un ojo de la escultura, que pretende reutilizar para otra creación en el futuro.